# Чоги
Чо́ги (груз. ჩოგი) — блюдо грузинской кухни. Представляет собой овощную закуску (салат) из отваренной или запечённой свёклы, зелёного лука и отвара-кашицы сушёного кизила со вкусовым акцентом на зелень.
Сушёный кизил для чоги отваривают и протирают до пюреобразного состояния, запечённую свёклу мелко нарезают. Из зелени в чоги добавляют помимо лука петрушку, кинзу и мяту. Каких-либо дополнительных салатных заправок помимо кизила для чоги не требуется.